# Benson (Utah)
Benson é uma Região censo-designada localizada no estado norte-americano de Utah, no Condado de Cache.

## Demografia
Segundo o censo norte-americano de 2000, a sua população era de 1451 habitantes.

## Geografia
De acordo com o United States Census Bureau tem uma área de 
87,8 km², dos quais 80,0 km² cobertos por terra e 7,8 km² cobertos por água.

## Localidades na vizinhança
O diagrama seguinte representa as localidades num raio de 12 km ao redor de Benson. 